# Euphorbia gasparrinii
L'euforbia di Gasparrini (Euphorbia gasparrinii Boiss.) è una pianta erbacea della famiglia delle Euforbiacee, endemica dell'Italia centro-meridionale.
Il nome è un omaggio al botanico italiano Guglielmo Gasparrini (1803-1866).

## Descrizione
È una pianta erbacea camefita suffruticosa con fusto legnoso alla base, alta 10–30 cm.

Le foglie sono alterne, ovali-lanceolate o ovate, con margine intero o dentellato (vedi sotto caratteri distintivi delle sottospecie).

L'infiorescenza è un'ombrella a 5 raggi brevi, con brattee giallastre, obovate.
Il frutto è una capsula glabra di circa 4 mm, con escrescenze filiformi.

## Tassonomia
Ne sono note due sottospecie:
- Euphorbia gasparrinii subsp. gasparrinii Boiss., sottospecie nominale, endemica della Sicilia e della Calabria, che si distingue per avere foglie ellittiche o ovali-lanceolate, con margine intero o appena dentellato all'apice, e semi rugoso-granulosi.
- Euphorbia gasparrinii subsp. samnitica (Fiori) Pignatti presente nelle Marche, in Abruzzo e in Molise, ha foglie ovate, con margine nettamente dentellato e semi lisci.

## Distribuzione e habitat
La sottospecie nominale è presente in Sicilia, sui Nebrodi e sulle Madonie, e in Calabria, sulla Sila. La sottospecie samnitica si trova in Abruzzo, sul Gran Sasso e nella Marsica, nelle Marche e nel Molise.
Prediligi i prati umidi montani, da 800 a 1850 m di altitudine.